# Lucky Star (serie)
För andra betydelser, se Lucky Star.
Lucky ☆ Star (らき☆すた Raki ☆ Suta) är en japansk yonkoma av Kagami Yoshimizu som sedan januari 2004 publiceras i Kadokawa Shotens tidning Comptiq. En del avsnitt publicerades i andra tidningar, till exempel Shonen Ace. Serien var från början inte tänkt att publiceras, men då Comptiq fick sidor över vilka behövde fyllas ut så fick Lucky ☆ Star fylla tomrummet. Då serien visade sig populär togs beslutet att börja publicera den på regelbunden basis i volymer. Liksom många andra yonkoma så har Lucky ☆ Star ingen egentlig handling utan fokuserar främst på seriefigurernas dagliga liv.
Augusti 2005 släpptes en drama-CD (ljudbok) baserad på serien, och december 2005 släpptes även ett Nintendo DS-spel under titeln Lucky ☆ Star Moe Drill. Uppföljaren, som även släpptes till Nintendo DS, kom maj 2007 med titeln Shin Lucky ☆ Star Moe Drill.
I september 2006 offentliggjorde Kyoto Animation att de kommer att påbörja produktionen av en anime på 24 avsnitt baserad på mangan. Det första avsnittet sändes den 8 april 2007, på TV-nätverket Chiba TV.

## Handling
Lucky ☆ Star handlar om ett antal tjejer som går på den japanska motsvarigheten till gymnasium (kōkō). Den kvinnliga huvudfiguren Konata Izumi är en atletisk och intelligent tjej som, dessa egenskaper till trots, inte är medlem i någon av skolans sportklubbar och har relativt låga betyg. Hennes lathet i skolan beror på hennes förkärlek för anime, manga och spel och avsaknad av intresse för något annat. Serien började med de fyra huvudfigurerna under deras första år på gymnasiet – Konata Izumi, Kagami Hiiragi, Tsukasa Hiiragi och Miyuki Takara – och fortsätter genom deras andra och tredje år.

## Huvudfigurer
Konata Izumi (泉 こなた Izumi Konata?)
Seiyū: Ryo Hirohashi (ljudbok), Aya Hirano (anime)
Konata, eller "Kona-chan" som hennes vänner kallar henne.
Tsukasa Hiiragi (柊 つかさ Hiiragi Tsukasa?)
Seiyū: Mai Nakahara (ljudbok), Kaori Fukuhara (anime)
Kagami Hiiragi (柊 かがみ Hiiragi Kagami?)
Seiyū: Ami Koshimizu (ljudbok), Emiri Katō (anime)
Miyuki Takara (高良 みゆき Takara Miyuki?)
Seiyū: Erina Nakayama (ljudbok), Aya Endo (anime)

## Bearbetningar
- Yonkoma
- Spel

### Anime
Animen Lucky ☆ Star börjades sändas den 8 april 2007 och bestod av 24 avsnitt.
(listan är endast påbörjad)
| |                                                                |               |  |  |
| 01 | "The Girl who Runs Swiftly" "Tsuppashiru Onna" (つっぱしる女)  | 8 april 2007  |  |  |
| De fyra huvudfigurerna introduceras i detta avsnittet som avhandlar vardagen i deras skola. Uppenbarligen består vardagen av att prata om diverse maträtter och bakelser på längden och tväen. Miyuki ogillar glass, för att strutarna är tråkig och smaklösa, men det känns för slösaktigt att slänga iväg dem. En av Konatas vänner, Kagami Hiiragi, är sjuk, och hennes vänner kommer på besök för att se hur hon har det. Vid slutet av skoldagen går Konata och hennes vänner till en karaoke-bar. |                                                                |               |  |  |
| |                                                                |               |  |  |
| 02 | "Effort and Results" "Doryoku to Kekka" (努力と結果)           | 15 april 2007 |  |  |
| |                                                                |               |  |  |
| 03 | "All Kinds of People" "Iroiro na Hitotachi" (いろいろな人たち) | 22 april 2007 |  |  |
| |                                                                |               |  |  |
| 04 | "The Problem of Willingness" "Yaruki no Mondai" (やる気の問題) | 29 april 2007 |  |  |
| |                                                                |               |  |  |
| 05 | "Sharpshooter" "Meishashu" (名射手)                            | 6 maj 2007    |  |  |
| |                                                                |               |  |  |
| 06 | "Summer Standards" "Natsu no Teiban" (夏の定番)                | 15 maj 2007   |  |  |
| |                                                                |               |  |  |